# Edgar Ray Killen

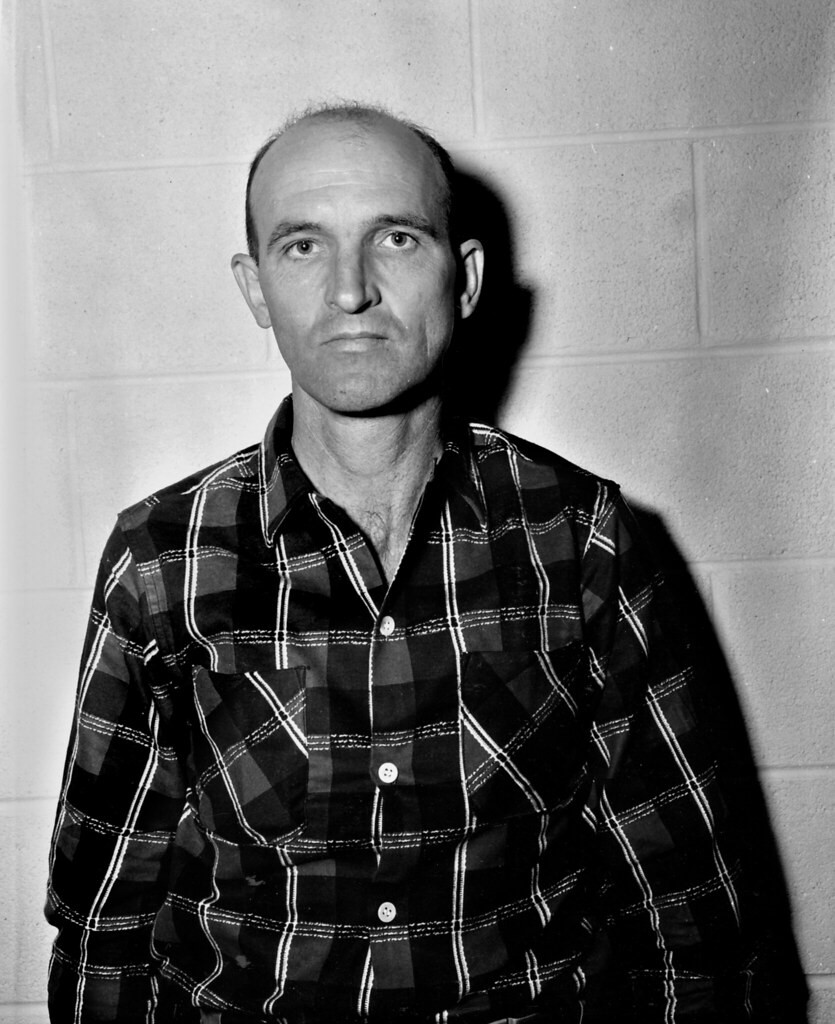
Edgar Ray Killen (1964)

Edgar Ray „Preacher“ Killen (* 17. Januar 1925 in Philadelphia, Neshoba County, Mississippi; † 11. Januar 2018 in Parchman, Mississippi) war ein amerikanischer Teilzeitprediger und Sägewerksbetreiber sowie Mitglied der White Knights of the Ku Klux Klan.
Am 21. Juni 2005 befand ihn eine Geschworenen-Jury des Totschlags an den drei Bürgerrechtsaktivisten Michael Schwerner, Andrew Goodman und James Earl Chaney im Mississippi-Bürgerrechtsaktivistenmord im Jahr 1964 für schuldig. Am 23. Juni wurde er zu dreimal 20 Jahren Haft verurteilt. Beim ersten Prozess 1967 hatte die rein weiße Jury Killen freigesprochen und sieben Mitangeklagte für schuldig befunden, doch verbüßte keiner von ihnen eine Haftstrafe von mehr als sechs Jahren. Bezüglich Killen hatte die Jury auch im Jahr 1967 mit 11:1 für „schuldig“ gestimmt. Die einzige für Killen Stimmende hatte geäußert, sie könne keinen Prediger verurteilen.
Edgar Ray Killen wurde am 12. August 2005 aus gesundheitlichen Gründen gegen Zahlung einer Kaution von 600.000 US-Dollar aus der Haft entlassen. Nach Ansicht des Richters bestand keine Fluchtgefahr und keine Gefahr für die Öffentlichkeit. Knapp einen Monat später wurde Killen wieder inhaftiert: Ein Richter in Philadelphia, Mississippi, befand, dass er falsche Angaben zu seinem Gesundheitszustand gemacht habe; der angeblich auf einen Rollstuhl angewiesene Killen war von Polizisten beim Autofahren und beim Umherlaufen ertappt worden. 2007 wurde die Strafe durch den Obersten Gerichtshof des Staates Mississippi (Supreme Court of Mississippi) bestätigt. Er verbüßte seine Haft im Staatsgefängnis Mississippi State Penitentiary in Parchman, wo er im Januar 2018 auch starb.
Die Ermordung der drei Aktivisten und die anschließende FBI-Ermittlung waren die Vorlage für das TV-Doku-Drama Attack on Terror: The FBI vs. the Ku Klux Klan (CBS, 1975) (FBI – Kampf dem Terror 1980 im ZDF) und den US-amerikanischen Spielfilm Mississippi Burning (1988).